# 에비정 (아이치현)
에비정(海老町)은 일본 아이치현 미나미시타라군에 설치되었던 정이다. 현재의 신시로시의 일부에 해당한다.